# Детройт Ред Уингз
«Детро́йт Ред Уи́нгз», или «Детро́йт Ред Уи́нгс» (англ. Detroit Red Wings) — профессиональный хоккейный клуб, выступающий в Национальной хоккейной лиге, одна из команд «Оригинальной шестёрки», 11-кратный обладатель Кубка Стэнли. Клуб базируется в городе Детройт, штат Мичиган, США.

## История
После первых успехов американских команд в НХЛ в сезоне 1924/1925, у руководства лиги накопилось 11 заявок из городов США, и пять из них были от различных команд Детройта. В сезоне 1926/1927 команда из «Города Моторов» была включена в НХЛ. Клуб был полностью составлен из игроков команды «Виктория Кугарс» из Западной Хоккейной Лиги.
За два года до этого, в 1925 году, «Кугарс» выиграли Кубок Стэнли, а в 1926 году играли в финале, так что хозяева «Детройта» с первого сезона рассчитывали получить команду — претендента на победу. Команда, потеряв $80 000, заняла последнее место в американском дивизионе.
В межсезонье в «Кугарс» произошли большие перемены. Самым значительным стало приглашение на пост менеджера Джека Адамса. Но неудачи не оставляли команду — в первые 7 лет своего существования детройтский клуб всего дважды выходил в плей-офф, проигрывая в первых раундах. В 1930 году команда сменила своё имя с «Кугарс» на «Фалконс» («Соколы»).
В 1932 году команда была куплена миллионером Джеймсом Норрисом, сменившим название на «Ред Уингз» («Красные Крылья»). В 1934 году «Детройт» впервые добрался до финала Кубка Стэнли, но уступил «Чикаго». В воротах «Ред Уингз» в тот сезон играл Вилф Куде, взятый в аренду у «Монреаль Канадиенс». Когда в сезоне 34/35 «Канадиенс» отозвали его обратно, «Детройт» быстро скатился в стан аутсайдеров чемпионата и не попал в плей-офф.
В 1935 году Адамсу удалось осуществить несколько удачных обменов, заполучив в команду нападающего Сида Хоу, защитника Ралфа Боумэна, вратаря Норми Смиса, а также форварда из «Бостона» Марти Бэрри.
В сезоне 35/36 первая тройка нападения «Крыльев» Льюис—Бэрри—Аури помогла команде занять первое место в регулярном чемпионате. Во время плей-офф благодаря отличной игре вратаря Смиса, отстоявшего 248 минут и 32 секунды «сухим» в полуфинале против «Монреаль Марунз», «Детройт» вышел в финал и завоевал свой первый Кубок Стэнли, переиграв «Торонто».
В 1937 году «Ред Уингз» стали первой командой из США, выигравшей Кубок второй год подряд. На этот раз жертвами детройтцев стал «Нью-Йорк Рейнджерс». На следующий год «Детройт» даже не смог пробиться в плей-офф.
В военные годы «Крылья» четыре раза доходили до финалов, но лишь однажды завоевали трофей, в 1943 году. Несмотря на хорошие результаты, менеджер команды Джек Адамс продолжал искать пути улучшения состава. В 1945 году в клуб пришли Тед Линдсей и Сид Абель, в 1946 — Горди Хоу.
Начиная с сезона 48/49 по сезон 54/55, под руководством тренера Томми Айвэна, «Детройт» 7 раз выигрывал регулярные чемпионаты, установив тем самым рекорд НХЛ. После поражений в финалах в 1948 и 1949 годах, «Крылья» сумели завоевать Кубок в 1950, 1952, 1954 и 1955 годах, проиграв финал в 1956. В команде в это время кроме Хоу, Линдсея и Абель блистали вратарь Терри Савчук, защитники Ред Келли, Боб Голдхэм, Марсель Проново, нападающий Алекс Дельвеккьо. А тройка «Продакшн лайн», в состав которой входили Линдсей, Хоу и Абель, долгое время считалась самой грозной в Лиге.
В 1954 году на пост главного тренера был приглашен Джимми Скиннер. Но надежд владельцев команды за 3 года не оправдал: команда неизменно проигрывала в полуфинале Кубка. Руководство решило сменить тренера и пригласило Сида Абеля, бывшего партнера Горди Хоу. Но и он за 10 лет, которые провёл на тренерском посту, не смог вытянуть команду из подвалов турнирной таблицы: в 1959 году команда вообще не попала в плей-офф, чего не случалось 20 лет. И через 2 года команда снова осталась без плей-офф.
А в сезонах 1966/1967 и 1967/1968 новый провал, и уже к сезону 1968/1969 команду готовил Билл Гэдсби. С этого момента истории «Детройта» началась эпоха безвременья: поражения превалировали над победами, а команда регулярно не попадала в розыгрыш Кубка Стэнли. Часто стали меняться тренеры. После двух игр сезона 1969/1970 на место Гэдсби вновь вернулся Абель, который хоть и добился хорошего результата в регулярном чемпионате и вывел команду в плей-офф, тем не менее, проиграл в первом же раунде со счетом 0-4 и вновь лишился своего поста. Пришёл Нэд Накнэсс, но тот продержался только 38 матчей.
С 1967 по 1986 года «Крылья» всего лишь четыре раза попадали в плей-офф.
В 1982 году, новыми хозяевами клуба стали Майк и Мариан Иличи, назначившие на пост генерального менеджера Джима Девеллано. Девеллано выбрал на драфте 1983 года Стива Айзермана, ставшего со временем лидером клуба и многолетним его капитаном.
В конце 1980-х во главе с тренером Жаком Дэмером, «Ред Уингз» доходили до финалов конференции, возродив в Детройте интерес к хоккею.
На драфте 1989 года руководство клуба, остановили свой выбор на молодых европейцах — шведе Никласе Лидстрёме и русских Владимире Константинове и Сергее Фёдорове.
После прихода в команду тренера Скотти Боумэна в 1993 году и вратаря Майка Вернона в сезоне 1994/95, «Ред Уингз» впервые с 1966 года дошли до финала Кубка Стэнли, но проиграли в четырёх матчах «Нью-Джерси». В сезоне 95/96, имея в составе «русскую пятёрку» Владимир Константинов — Вячеслав Фетисов — Сергей Фёдоров — Игорь Ларионов — Вячеслав Козлов, «Ред Уингз» установили рекорд НХЛ по количеству побед в регулярном чемпионате — 62. Однако в плей-офф «Детройт» проиграл в финале конференции «Колорадо Эвеланш» в 6 матчах.
В сезоне 96/97 в состав команды были добавлены нападающий Брэндан Шэнахэн и защитник Лэрри Мёрфи, в результате чего «Ред Уингз» наконец-то смогли покорить вершину и вернуть Кубок Стэнли в Детройт, победив в финале «Филадельфию» в четырёх матчах. Лучшим игроком плей-офф был признан вратарь Майк Вернон. Радость победы была омрачена трагической автомобильной катастрофой 13 июня 1997 года, после которой Владимир Константинов и массажист команды Сергей Мнацаканов получили опасные для жизни травмы мозга. Врачам удалось спасти им жизнь, но «Ред Уингз» лишились одного из своих лучших защитников.
В 1998 году «Крылья» повторили свой успех, выиграв Кубок Стэнли в 9-й раз, переиграв в финале «Вашингтон Кэпиталз» в четырёх поединках. Свою победу они посвятили Мнацаканову и Константинову. Лучшим игроком плей-офф был признан капитан Стив Айзерман, ворота команды защищал Крис Осгуд.
Руководство клуба попыталось сделать всё возможное для победы и в 1999 году, добавив в состав ветеранов Криса Челиоса и Уэндела Кларка, но «Ред Уингз» проиграли «Колорадо» во втором раунде плей-офф в шести играх, хотя и вели в серии 2:0.
В 2001 году хозяева клуба приобрели голкипера Доминика Гашека, нападающих Люка Робитайла и Бретта Халла. С таким составом «Ред Уингз» уверенно победили в регулярном чемпионате, а затем и завоевали 10-й Кубок Стэнли в своей истории, обыграв в финале «Каролину» в пяти матчах. Лучшим игроком плей-офф был признан Никлас Лидстрём, а одним из открытий сезона оказался русский форвард Павел Дацюк. После победы Скотти Боумэн, установивший своим девятым Кубком очередной рекорд среди тренеров НХЛ, объявил о завершении карьеры. Вслед за ним такое же решение принял Доминик Гашек. Новым первым номером «Крыльев» стал Кёртис Джозеф, имевший статус неограниченно свободного агента и подписавший контракт с командой на три года на сумму $24 миллиона.
Под руководством нового главного тренера Дэйва Льюиса «Детройт» уверенно прошёл регулярный чемпионат 02/03, заняв общее третье место, однако в плей-офф уступив «Анахайм Майти Дакс» уже в первом раунде в четырёх матчах.
Летом 2003 года команду покинул Сергей Фёдоров, подписавший контракт с «Анахаймом», но в то же время вернулся в большой хоккей Доминик Гашек. Кроме того, «Крылья» приобрели защитника Дериана Хэтчера и по ходу сезона выменяли из «Вашингтона» Роберта Ланга. Имея наивысший бюджет в НХЛ в $80 миллионов, «Красные Крылья», в составе которых безусловно лучшим был Павел Дацюк, стали победителями регулярного чемпионата 03/04, однако в плей-офф их снова поджидала неудача — во втором раунде они уступили в шести матчах «Калгари Флэймз».

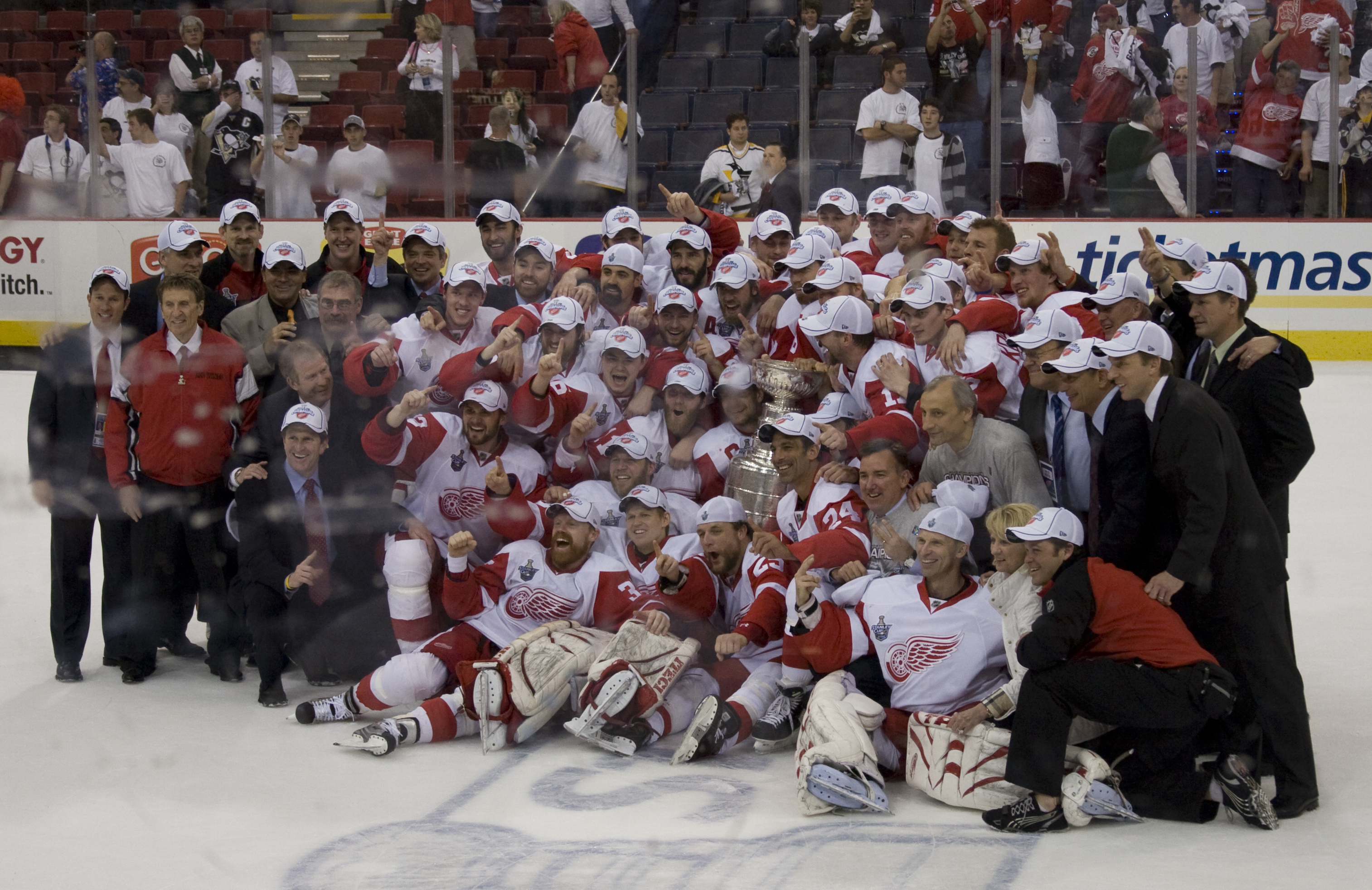
Игроки «Детройта» с Кубком Стэнли

Введённый в НХЛ потолок зарплат после локаута 2005 года во многом уравнял команды лиги. Тем не менее, уже не тратя привычных миллионов, «Крылья», ведомые новым старшим тренером Майком Бэбкоком, снова выиграли регулярный чемпионат, где блистали Дацюк, Хенрик Зеттерберг и Лидстрём. Но, как и ранее, успех «Крыльев» в регулярном чемпионате не распространился на плей-офф — команда уступила уже в первом раунде «Эдмонтону» в шести матчах. Этот сезон стал последним для многолетнего капитана «Детройта» Стива Айзермана, объявившего в августе 2006 года о завершении своей карьеры.
Кубок Стэнли вернулся в Детройт в 2008 году, а Никлас Лидстрём стал первым капитаном-европейцем команды-чемпиона. Главные роли у «Ред Уингз» в тот год сыграли шведы — тот же Лидстрём, Хенрик Зеттерберг, Никлас Крунвалль, Юхан Франзен, Павел Дацюк и канадский голкипер Крис Осгуд, отобравший стартовую позицию у вернувшегося в клуб Доминика Гашека. В финальной серии был повержен «Питтсбург Пингвинз».
В 2009 «Ред Уингз» находились в шаге от повторения успеха годичной давности, но ведя в финале против «Питтсбурга» 2-0, а затем и 3-2, проиграли два последних матча финала, и уступили чемпионство в седьмом матче.
В сезонах 2009/10 и 2010/11 «Детройт» уверенно попадал в плей-офф, где оба раза выбивал в 1 раунде «Финикс Койотс». Но 2-й раунд и «Сан-Хосе Шаркс» оба раза становились камнем преткновения «Красных Крыльев» (поражения в сериях в 5 и 7 играх). Летом 2011 года карьеру завершили Брайан Рафалски, Крис Осгуд и Крис Дрэйпер.
По ходу сезона 2011/12 «Детройт» установил рекорд НХЛ, победив в 23 домашних играх подряд. Вновь попав в плей-офф, «Ред Уингз» уступили в первом же раунде 1-4 «Нэшвиллу Предаторз». После окончания сезона капитан команды, Никлас Лидстрём, заявил о завершении карьеры. Новым капитаном команды стал Хенрик Зеттерберг.
В укороченном из-за локаута сезоне 2012/13 «Крылья» заняли 7 место в Западной конференции и в первом раунде плей-офф встретились с победителем Тихоокеанского дивизиона «Анахайм Дакс». 7-матчевая серия включила в себя 4 матча с овертаймами, но «Детройт», выиграв в решающем матче в Анахайме 3:2, вышел в следующий раунд. Поведя 3-1 в серии 2 раунда против «Чикаго Блэкхокс», «Ред Уингз» проиграли 3 матча подряд и уступили серию будущему обладателю Кубка Стэнли.
5 июля 2013 года к команде присоединился многолетний капитан «Оттавы» Даниэль Альфредссон, подписав годичный контракт. Также «Детройт» был переведен в Восточную конференцию. Еле-еле попав в плей-офф с 8 места, «Ред Уингз» в первом же раунде встретились с победителем регулярного чемпионата «Бостон Брюинз». «Мишки» уверенно прошли «Детройт», выиграв серию в 5 матчах. Единственным игроком, который сумел забить за серию более 1 шайбы, стал Павел Дацюк (3 шайбы). Весь сезон для «Детройта» был омрачён травмами: лидеры команды Дацюк и Зеттерберг сыграли лишь 45 матчей, Францен −54, Густав Нюквист — 57. Из всего состава лишь Кайл Куинси и Дрю Миллер сумели сыграть все 82 матча. По окончании сезона Альфредссон объявил о завершении карьеры.
В следующих сезонах 2014/15 и 2015/16 «Детройт» смог вновь выйти в плей-офф, доведя свою серию до 25 выходов в плей-офф подряд. Оба раза «Крылья» вылетали в первом раунде, уступив «Тампе» в 7 и 5 матчах соответственно. После окончания сезона 2015/16 Павел Дацюк объявил о завершении карьеры в НХЛ. Из-за сотрясений мозга карьеру фактически завершил Йохан Франзен. Из обладателей Кубка Стэнли 2008 в команде остались шведы Зеттерберг и Крунвалль.
В сезоне 2016/17 рекордная серия «Детройта» прервалась. Команда заняла 14 из 16 мест в Восточной конференции и не попала в плей-офф. Этот сезон стал последним на легендарной «Джо Луис Арене». В своем последнем домашнем матче на этом стадионе «Ред Уингз» обыграли «Нью-Джерси Девилз» со счетом 4:1. Также 10 февраля 2017 года умер владелец команды Майк Илич.
Сезон 2017/18 команда начала на новой «Литл Сизарс-арене» с победы над «Миннесотой Уайлд» со счетом 4:2, а автором первой шайбы стал Энтони Манта. Детро́йт Ред Уи́нгз планирует подписать контракт на два сезона с Джеффом Блэшиллом.

## Статистика
И — Игр, В — Выигрышей, П — Поражений, ПО — Поражений в овертайме, ШЗ — Шайб забито, ШП — Шайб пропущено, О — Очков набрано
| Сезон   | И  | В  | П  | ПО | ШЗ  | ШП  | О  | Плей-офф  |
| ------- | -- | -- | -- | -- | --- | --- | -- | --------- |
| 2018-19 | 82 | 32 | 40 | 10 | 227 | 277 | 74 | не попали |
| 2019-20 | 71 | 17 | 49 | 5  | 145 | 267 | 39 | не попали |
| 2020-21 | 56 | 19 | 27 | 10 | 127 | 171 | 48 | не попали |
| 2021-22 | 82 | 32 | 40 | 10 | 230 | 312 | 74 | не попали |
| 2022-23 | 82 | 35 | 37 | 10 | 240 | 279 | 80 | не попали |
| 2023-24 | 82 | 41 | 32 | 9  | 278 | 274 | 91 | не попали |
| 2024-25 | 82 | 39 | 35 | 8  | 238 | 259 | 86 | не попали |

## Капитаны команды
- Арт Данкан, 1926—27
- Рег Нобл, 1927—30
- Джордж Хей, 1930—31
- Карсон Купер, 1931—32
- Ларри Ори, 1932—33
- Херби Льюис, 1933—34
- Эбби Гудфеллоу, 1934—35
- Дуг Янг, 1935—38
- Эбби Гудфеллоу, 1938—42
- Сид Абель, 1942—43
- Мад Брюнето, 1943—44
- Уильям Холлетт, 1944—46
- Сид Абель, 1946—52
- Тед Линдсэй, 1952—56
- Ред Келли, 1956—58
- Горди Хоу, 1958—62
- Алекс Дельвеккьо, 1962—73
- менялись: Ник Либетт, Ред Беренсон, Гари Бергман, Тед Харрис, Мики Редмонд, Ларри Джонсон, 1973—74
- Марсель Дионн, 1974—75
- Дэнни Грант, 1975—77
- Терри Харпер, 1975—76
- Деннис Полонич, 1976—77
- Дэн Мэлоуни, 1977—78
- Деннис Хексталл, 1978—79
- Ник Либетт, Пол Вудс, 1979 (сокапитаны)
- Дейл Маккорт, 1979—80
- Эррол Томпсон, Рид Ларсон, 1980—81 (сокапитаны)
- Рид Ларсон, 1981—82
- Денни Гар, 1982—86
- Стив Айзерман, 1986—2006
- Никлас Лидстрём, 2006—2012
- Хенрик Зеттерберг, 2012—2018
- Дилан Ларкин, 2021—н.в.

## Команда

### Текущий состав
| №                         | Игрок                 | Страна                    | Хват    | Дата рождения             | Рост (см) | Вес (кг) | Средняя зарплата ($) | Контракт до |
| Вратари                   | Вратари               | Вратари                   | Вратари | Вратари                   | Вратари   | Вратари  | Вратари              | Вратари     |
| ------------------------- | --------------------- | ------------------------- | ------- | ------------------------- | --------- | -------- | -------------------- | ----------- |
| 32                        | Джек Кэмпбелл         | Соединённые Штаты Америки | Левый   | 9 января 1992 (33 года)   | 191       | 91       | 775,000              | 2024/25     |
| 33                        | Себастьян Косса       | Канада                    | Левый   | 21 ноября 2002 (22 года)  | 197       | 95       | 863,334              | 2025/26     |
| 36                        | Джон Гибсон           | Соединённые Штаты Америки | Левый   | 14 июля 1993 (32 года)    | 188       | 95       | 6,400,000            | 2026/27     |
| 39                        | Кэм Тэлбот            | Канада                    | Левый   | 5 июля 1987 (38 лет)      | 191       | 88       | 2,500,000            | 2025/26     |
| Защитники                 |                       |                           |         |                           |           |          |                      |             |
| -                         | Трэвис Хамоник        | Канада                    | Правый  | 16 августа 1990 (35 лет)  | 188       | 93       | 1,000,000            | 2025/26     |
| 3                         | Джастин Холл          | Соединённые Штаты Америки | Правый  | 30 января 1992 (33 года)  | 190       | 93       | 3,400,000            | 2025/26     |
| 8                         | Бен Шарот — А         | Канада                    | Левый   | 9 мая 1991 (34 года)      | 191       | 99       | 4,750,000            | 2025/26     |
| 14                        | Иэн Митчелл           | Канада                    | Правый  | 18 января 1999 (26 лет)   | 180       | 79       | 775,000              | 2025/26     |
| 20                        | Альберт Юханссон      | Швеция                    | Левый   | 4 января 2001 (24 года)   | 183       | 84       | 1,125,000            | 2026/27     |
| 24                        | Джейкоб Бернард-Докер | Канада                    | Правый  | 20 июня 2000 (25 лет)     | 185       | 86       | 875,000              | 2025/26     |
| 53                        | Мориц Зайдер          | Германия                  | Правый  | 6 апреля 2001 (24 года)   | 191       | 94       | 8,550,000            | 2030/31     |
| 56                        | Эрик Густафссон       | Швеция                    | Левый   | 14 марта 1992 (33 года)   | 183       | 89       | 2,000,000            | 2025/26     |
| 77                        | Симон Эдвинссон       | Швеция                    | Левый   | 5 февраля 2003 (22 года)  | 193       | 90       | 894,167              | 2025/26     |
| 84                        | Вильям Лагессон       | Швеция                    | Левый   | 22 февраля 1996 (29 лет)  | 189       | 94       | 775,000              | 2026/27     |
| Левые крайние нападающие  |                       |                           |         |                           |           |          |                      |             |
| 21                        | Джеймс Ван Римсдайк   | Соединённые Штаты Америки | Левый   | 4 мая 1989 (36 лет)       | 191       | 94       | 1,000,000            | 2025/26     |
| 23                        | Лукас Рэймонд         | Швеция                    | Правый  | 28 марта 2002 (23 года)   | 180       | 77       | 8,075,000            | 2031/32     |
| 37                        | Джей Ти Комфер        | Соединённые Штаты Америки | Правый  | 8 апреля 1995 (30 лет)    | 183       | 88       | 5,100,000            | 2027/28     |
| 43                        | Картер Мазур          | Соединённые Штаты Америки | Правый  | 28 марта 2002 (23 года)   | 182       | 82       | 905,833              | 2025/26     |
| 85                        | Эльмер Сёдерблум      | Швеция                    | Левый   | 5 июля 2001 (24 года)     | 202       | 108      | 1,125,000            | 2026/27     |
| Центрфорварды             |                       |                           |         |                           |           |          |                      |             |
| 14                        | Тайлер Мотт           | Соединённые Штаты Америки | Правый  | 10 марта 1995 (30 лет)    | 178       | 84       | 800,000              | 2024/25     |
|                           | Шелдон Драйс          | Соединённые Штаты Америки | Левый   | 23 апреля 1994 (31 год)   | 175       | 82       | 775,000              | 2025/26     |
| 15                        | Крэйг Смит            | Соединённые Штаты Америки | Правый  | 5 сентября 1989 (35 лет)  | 185       | 94       | 1,000,000            | 2024/25     |
| 18                        | Эндрю Копп — А        | Соединённые Штаты Америки | Левый   | 8 июня 1994 (31 год)      | 185       | 93       | 5,625,000            | 2026/27     |
| -                         | Джо Снайвли           | Соединённые Штаты Америки | Левый   | 1 января 1996 (29 лет)    | 175       | 82       | 775,000              | 2024/25     |
| 22                        | Мейсон Эпплтон        | Соединённые Штаты Америки | Правый  | 15 января 1996 (29 лет)   | 188       | 91       | 2,900,00             | 2026/27     |
| 27                        | Майкл Расмуссен       | Канада                    | Левый   | 17 апреля 1999 (26 лет)   | 198       | 100      | 3,200,000            | 2027/28     |
| 29                        | Нэйт Дэниэлсон        | Канада                    | Правый  | 27 сентября 2004 (20 лет) | 186       | 85       | 918,333              | 2026/27     |
| 50                        | Доминик Шайн          | Соединённые Штаты Америки | Правый  | 18 апреля 1993 (32 года)  | 180       | 82       | 775,000              | 2025/26     |
| 71                        | Дилан Ларкин — К      | Соединённые Штаты Америки | Левый   | 30 июля 1996 (29 лет)     | 185       | 90       | 8,700,000            | 2030/31     |
| 92                        | Марко Каспер          | Австрия                   | Левый   | 8 апреля 2004 (21 год)    | 186       | 87       | 886,666              | 2026/27     |
| Правые крайние нападающие |                       |                           |         |                           |           |          |                      |             |
| 24                        | Остин Уотсон          | Соединённые Штаты Америки | Правый  | 13 января 1992 (33 года)  | 193       | 93       | 775,000              | 2025/26     |
| 48                        | Юнатан Берггрен       | Швеция                    | Левый   | 16 июля 2000 (25 лет)     | 178       | 83       | 1,825,000            | 2025/26     |
| 88                        | Патрик Кейн           | Соединённые Штаты Америки | Левый   | 19 ноября 1988 (36 лет)   | 178       | 74       | 3,000,000            | 2025/26     |
| 93                        | Алекс Дебринкэт       | Соединённые Штаты Америки | Правый  | 18 декабря 1997 (27 лет)  | 171       | 75       | 7,875,000            | 2026/27     |

### Штаб
| Должность            | Имя            | Страна                    | Дата рождения             | В должности |
| -------------------- | -------------- | ------------------------- | ------------------------- | ----------- |
| Генеральный менеджер | Стив Айзерман  | Канада                    | 9 мая 1965 (60 лет)       | с 2019 года |
| Главный тренер       | Тодд Маклеллан | Канада                    | 3 октября 1967 (57 лет)   | с 2024 года |
| Помощник тренера     | Алекс Тангуэй  | Канада                    | 21 ноября 1979 (45 лет)   | с 2021 года |
| Помощник тренера     | Трент Йони     | Канада                    | 29 сентября 1965 (59 лет) | с 2021 года |
| Тренер вратарей      | Алекс Вестлунд | Соединённые Штаты Америки | 28 декабря 1975 (49 лет)  | c 2022 года |

## Неиспользуемые номера

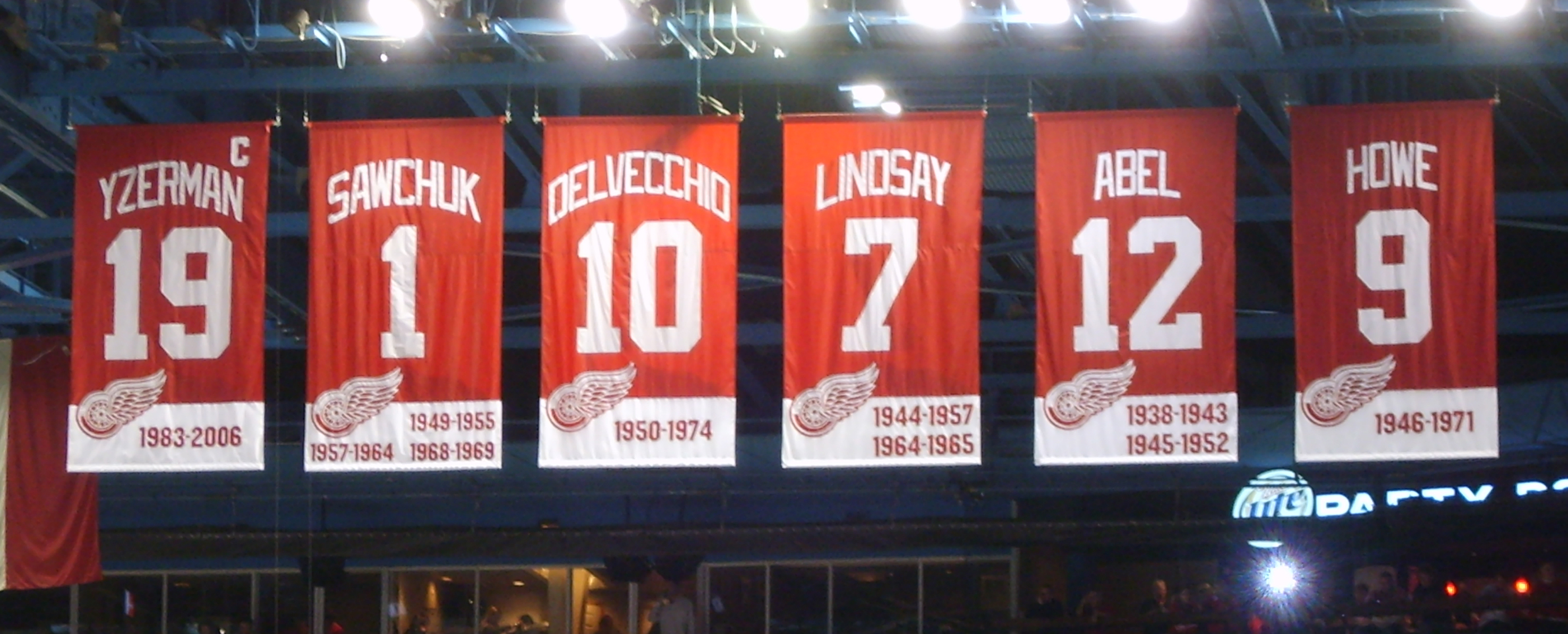
Выведенные из обращения номера под сводами Джо Луис Арены

- 1  — Терри Савчук, вратарь (1949—1955, 1957—1964, 1968—1969). Выведен из обращения 6 марта 1994 года.
- 4  — Ред Келли, защитник (1947—1960). Выведен из обращения 1 февраля 2019 года.[5]
- 5 — Никлас Лидстрём, защитник (1991—2012). Выведен 6 марта 2014 года.
- 6 — Ларри Ори, нападающий (1927—1938). Выведен из обращения в 1938 году.
- 7  — Тед Линдсей, крайний нападающий (1944—1957, 1964—1965). Выведен из обращения 10 ноября 1991 года.
- 9  — Горди Хоу, крайний нападающий (1946—1971). Выведен из обращения 12 марта 1972 года.
- 10 — Алекс Дельвеккьо, центральный нападающий (1950—1973). Выведен из обращения 10 ноября 1991 года.
- 12 — Сид Абель, крайний нападающий (1938—1952). Выведен из обращения 29 апреля 1995 года.
- 16 — Владимир Константинов, защитник (1991—1997). Официально из обращения не выведен, но не используется как дань уважения игроку.
- 19 — Стив Айзерман, центральный нападающий (1983—2006). Выведен из обращения 2 января 2007 года.
- 91 — Сергей Федоров, центральный нападающий (1990-2003). Будет выведен из обращения 12 января 2026 года.

## Выбор игроков в первом раунде драфта
- 1963 — Пит Маховлич — общий 2
- 1964 — Клод Готье — общий 1
- 1965 — Джордж Форжье — общий 3
- 1966 — Стив Эткинсон — общий 6
- 1967 — Рон Берквелл — общий 9
- 1968 — Стив Андрасчак — общий 11
- 1969 — Джим Рузерфорд — общий 10
- 1970 — Серж Ледженесс — общий 12
- 1971 — Марсель Дионн — общий 2
- 1972 — нет
- 1973 — Тьерри Ричардсон — общий 11
- 1974 — Билл Локхед — общий 9
- 1975 — Рик Лапойнт — общий 5
- 1976 — Фред Вилльямс — общий 4
- 1977 — Дэйл МакКурт — общий 1
- 1978 — Вилле Хубер — общий 9
- 1979 — Майк Фолиньо — общий 3
- 1980 — Майк Блэйсдэйл — общий 11
- 1981 — нет
- 1982 — Мюррей Крейвен — общий 17
- 1983 — Стив Айзерман — общий 4
- 1984 — Шон Барр — общий 7
- 1985 — Брент Федык — общий 8
- 1986 — Джо Мэрфи — общий 1
- 1987 — Ив Расин — общий 11
- 1988 — Кори Кошур — общий 17
- 1989 — Майк Силлинджер — общий 11
- 1990 — Кейт Примо — общий 3
- 1991 — Мартин Лапойнт — общий 10
- 1992 — Кертис Боуэн — общий 22
- 1993 — Андреас Эрикссон — общий 22
- 1994 — Ян Голубовский — общий 23
- 1995 — Максим Кузнецов — общий 26
- 1996 — Джесс Валлин — общий 26
- 1997 — нет
- 1998 — Иржи Фишер — общий 25
- 1999 — нет
- 2000 — Никлас Крунвалль — общий 29
- 2001 — нет
- 2002 — нет
- 2003 — нет
- 2004 — нет
- 2005 — Якуб Киндл — общий 19
- 2006 — нет
- 2007 — Брендан Смит — общий 27
- 2008 — Томас Макколлум — общий 30
- 2009 — нет
- 2010 — Райли Шихэн — общий 21
- 2011 — нет
- 2012 — нет
- 2013 — Энтони Манта — общий 20
- 2014 — Дилан Ларкин — общий 15
- 2015 — Евгений Свечников — общий 19
- 2016 — Деннис Чоловски — общий 20
- 2017 — Майкл Расмуссен — общий 9
- 2018 — Филип Задина — общий 6
- 2019 — Мориц Зайдер — общий 6
- 2020 — Лукас Рэймонд — общий 4
- 2021 — Симон Эдвинссон — общий 6; Себастьян Косса — общий 15
- 2022 — Марко Каспер — общий 8
- 2023 — Нэйт Дэниэлсон — общий 9; Аксель Сандин Пелликка — общий 17

## Индивидуальные рекорды
- Наибольшее количество очков за сезон: Стив Айзерман — 155 (65+90 в 1988-89).
- Наибольшее количество заброшенных шайб за сезон: Стив Айзерман — 65 (1988-89).
- Наибольшее количество результативных передач за сезон: Стив Айзерман — 90 (1988-89).
- Наибольшее количество штрафных минут за сезон: Боб Проберт — 398 (1987-88).
- Наибольшее количество очков, набранных защитником за один сезон: Никлас Лидстрём — 80 (16+64 в 2005-06).
- Наибольшее количество очков, набранных новичком за один сезон: Стив Айзерман — 87 (1983-84).
- Наибольшее количество «сухих» игр: Терри Савчук (1951-52, 1953-54, 1954-55), Гленн Холл (1955-56) — оба по 12.
- Наибольшее количество вратарских побед в регулярном сезоне: Терри Савчук (1950-51, 1951-52) — по 44.

## Лидеры клуба по очкам (гол+пас)
Поз — позиция игрока; И — Игры; Г — Голы; П — Пасы; О — Очки; О/И — Очков за игру; * — действующий игрок Red Wings
| Игрок             | Поз | И    | Г   | П    | О    | О/И  |
| Горди Хоу         | RW  | 1687 | 786 | 1023 | 1809 | 1.07 |
| Стив Айзерман     | C   | 1514 | 692 | 1063 | 1755 | 1.16 |
| Алекс Дельвеккьо  | C   | 1549 | 456 | 825  | 1281 | 0.83 |
| Никлас Лидстрём   | D   | 1564 | 264 | 878  | 1142 | 0.73 |
| Хенрик Зеттерберг | C   | 1082 | 337 | 623  | 960  | 0.89 |
| Сергей Фёдоров    | C   | 908  | 400 | 554  | 954  | 1.05 |
| Павел Дацюк       | C   | 953  | 314 | 604  | 918  | 0.96 |
| Норм Улльман      | C   | 875  | 324 | 434  | 758  | 0.87 |
| Тед Линдсей       | LW  | 862  | 335 | 393  | 728  | 0.84 |
| Брендан Шэнахэн   | LW  | 716  | 309 | 324  | 633  | 0.88 |

| Игрок             | Поз | Г   |
| Горди Хоу         | RW  | 786 |
| Стив Айзерман     | C   | 692 |
| Алекс Дельвеккьо  | C   | 456 |
| Сергей Фёдоров    | C   | 400 |
| Хенрик Зеттерберг | C   | 337 |
| Тед Линдсей       | LW  | 335 |
| Норм Улльман      | C   | 324 |
| Павел Дацюк       | C   | 314 |
| Брендан Шэнахэн   | LW  | 309 |
| Джон Огродник     | RW  | 265 |

| Игрок             | Поз | П    |
| Стив Айзерман     | C   | 1063 |
| Горди Хоу         | RW  | 1023 |
| Никлас Лидстрём   | D   | 878  |
| Алекс Дельвеккьо  | C   | 825  |
| Хенрик Зеттерберг | C   | 623  |
| Павел Дацюк       | C   | 604  |
| Сергей Фёдоров    | C   | 554  |
| Норм Улльман      | C   | 434  |
| Тед Линдсей       | LW  | 393  |
| Рид Ларсон        | D   | 382  |